# Théorie du complot jésuite
 (mai 2023).
La mise en forme du texte ne suit pas les recommandations de Wikipédia : il faut le « wikifier ».
Les points d'amélioration suivants sont les cas les plus fréquents. Le détail des points à revoir est peut-être précisé sur la page de discussion.
- Les titres sont pré-formatés par le logiciel. Ils ne sont ni en capitales, ni en gras.
- Le texte ne doit pas être écrit en capitales (les noms de famille non plus), ni en gras, ni en italique, ni en « petit »…
- Le gras n'est utilisé que pour surligner le titre de l'article dans l'introduction, une seule fois.
- L'italique est rarement utilisé : mots en langue étrangère, titres d'œuvres, noms de bateaux, etc.
- Les citations ne sont pas en italique mais en corps de texte normal. Elles sont entourées par des guillemets français : « et ».
- Les listes à puces sont à éviter, des paragraphes rédigés étant largement préférés. Les tableaux sont à réserver à la présentation de données structurées (résultats, etc.).
- Les appels de note de bas de page (petits chiffres en exposant, introduits par l'outil «  Source ») sont à placer entre la fin de phrase et le point final[comme ça].
- Les liens internes (vers d'autres articles de Wikipédia) sont à choisir avec parcimonie. Créez des liens vers des articles approfondissant le sujet. Les termes génériques sans rapport avec le sujet sont à éviter, ainsi que les répétitions de liens vers un même terme.
- Les liens externes sont à placer uniquement dans une section « Liens externes », à la fin de l'article. Ces liens sont à choisir avec parcimonie suivant les règles définies. Si un lien sert de source à l'article, son insertion dans le texte est à faire par les notes de bas de page.
- La présentation des références doit suivre les conventions bibliographiques. Il est recommandé d'utiliser les modèles {{Ouvrage}}, {{Chapitre}}, {{Article}}, {{Lien web}} et/ou {{Bibliographie}}. Le mode d'édition visuel peut mettre en forme automatiquement les références.
- Insérer une infobox (cadre d'informations à droite) n'est pas obligatoire pour parachever la mise en page.

Pour une aide détaillée, merci de consulter Aide:Wikification.
Si vous pensez que ces points ont été résolus, vous pouvez retirer ce bandeau et améliorer la mise en forme d'un autre article.

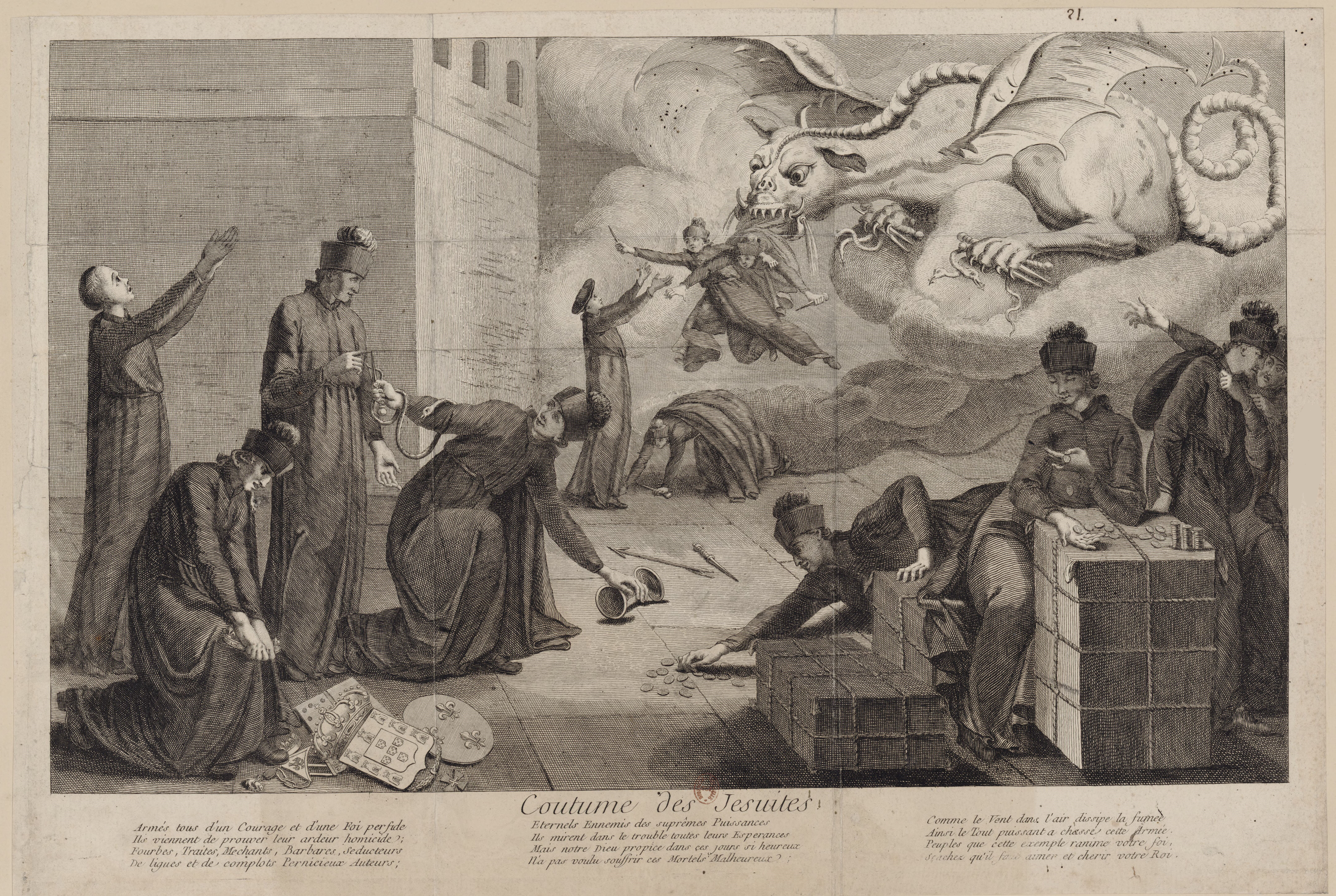
Coutume des Jésuites, estampe célébrant l'expulsion de la Compagnie de Jésus hors du royaume de France en 1762. La gravure caricature les Jésuites comme des traîtres fomenteurs de ligues et de complots
(Paris, BnF, département des estampes et de la photographie, 1762).

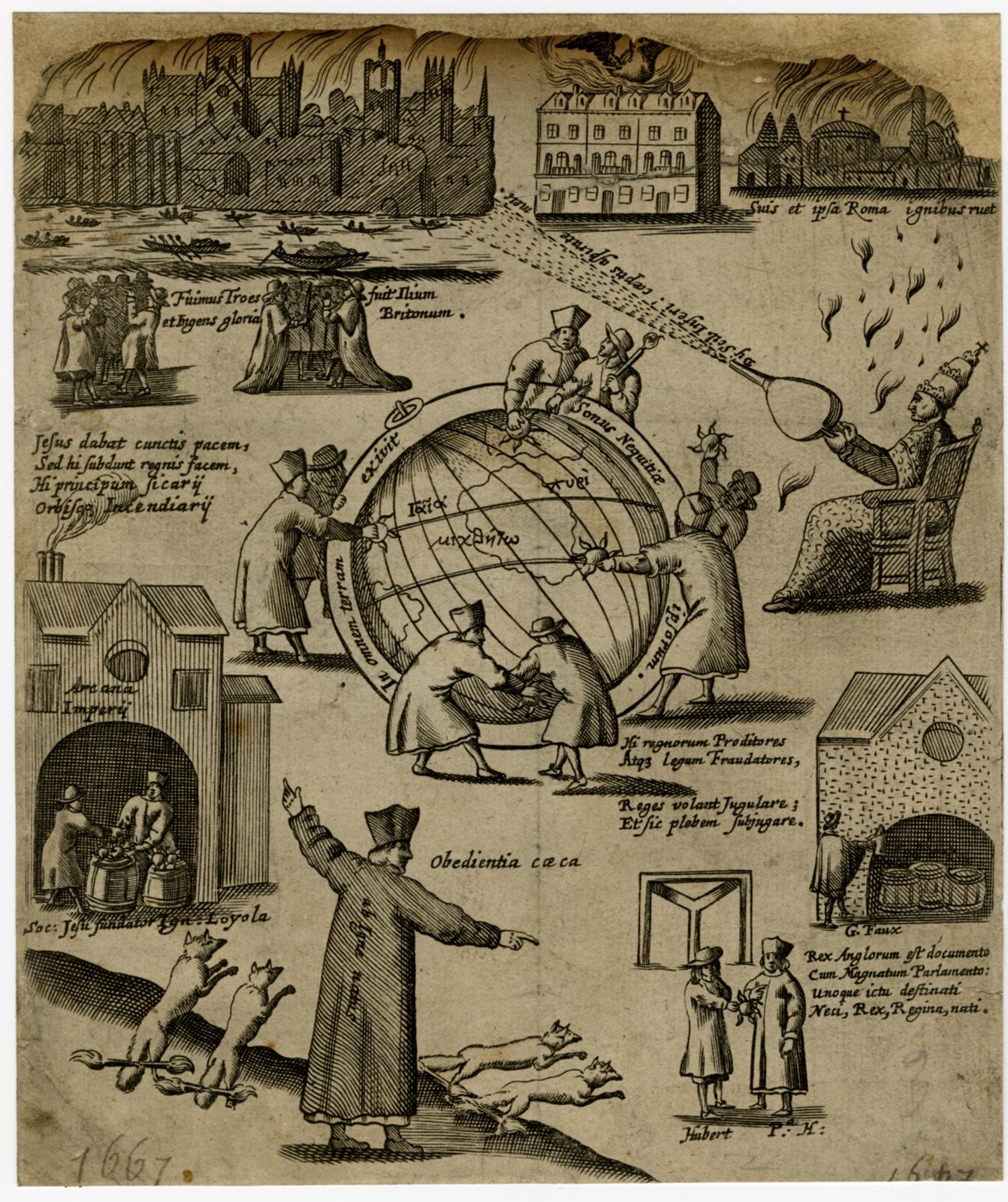
Dessin satirique

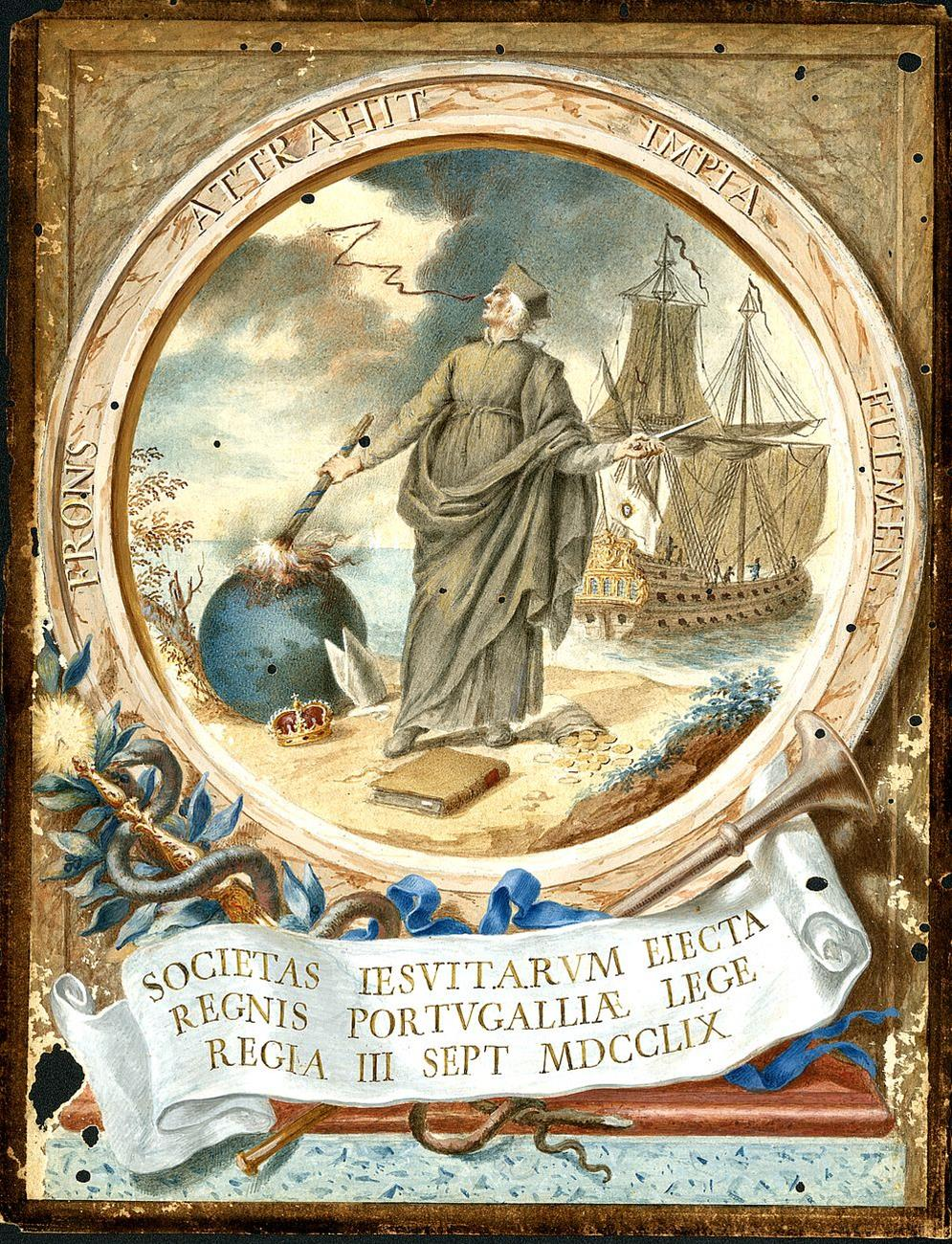
Dessin sur l'expulsion des jésuites du Portugal

Une théorie du complot jésuite est une théorie du complot accusant, le plus souvent de domination mondiale, l'ordre catholique des jésuites.

## Historique

### XVIIesiècle
En 1614, un ouvrage diffamatoire et faux, les Monita secreta accuse les jésuites de recevoir des instructions secrètes de leurs supérieurs.
En 1679, Titus Oates rédigea un pamphlet anticatholique accusant les jésuites: An Exact Discovery of the Mystery of Iniquity as it is now in Practice amongst the Jesuits.
Nicolas de Bonneville, initié à la franc-maçonnerie en 1786 lors d’un séjour en Angleterre, produit un ouvrage sur la question, Les Jésuites chassés de la maçonnerie, et leur poignard brisé par les maçons en 1788 où il accuse les Jésuites d’avoir introduit dans la franc-maçonnerie, la vie et la mort des Templiers, la doctrine de la vengeance pour le crime politique et religieux de leur destruction dans les degrés symboliques et les quatre vœux de leur congrégation dans les degrés supérieurs.

### XIXesiècle
En 1826 François Dominique de Reynaud de Montlosier publie Mémoire à consulter sur un système religieux et politique, tendant à renverser la religion, la société et le trône, un ouvrage décrivant une théorie du complot jésuite et s'attaquant à l'ultramontanisme.
En 1896, la sœur M. F. Cusack publie le pape noir. En 1886, Robert Montagu publie Recent Events and a Clue to Their Solution.

### XXesiècle
On a soupçonné les jésuites d'être responsables du naufrage du Titanic, par l'intermédiaire de son capitaine Edward Smith, arguant du fait qu'un des passagers débarqués avant la collision était le père Francis Browne,,.
Durant les années 1930, le régime nazi utilisa différentes théories du complot contre les jésuites, dans le but de réduire leur influence, car ils dirigeaient des écoles secondaires et des associations de jeunesse. Un pamphlet propagandiste, Der Jesuit – Der vaterlandslose Dunkelmann, par un certain Hubert Hermanns, dénonça les jésuites comme un "pouvoir obscur" et d'avoir de "mystérieuses intentions". Les jésuites furent déclarés "vermine publique" [Volksschädling] et persécutés, parfois assassinés.
En 1988, Malachi Martin publie un ouvrage décrivant les coulisses de la compagnie de Jésus.
Jack Chick a publié les théories complotistes d'Alberto Rivera, se présentant comme un jésuite défroqué, avant de devenir un fondamentaliste protestant.
Le théoricien du complot Eric Jon Phelps dans son livre Vatican Assassins dénonce le "pape noir" soit le Supérieur général de la Compagnie de Jésus, selon lui responsable de nombreux complots aux États-Unis et dans le monde.
En 1960, le jésuite apostat devenu communiste Alighiero Tondi publie "la puissance secrète des jésuites".
Selon Anatoli Fomenko, l'histoire antique ne serait qu'une vaste invention des Jésuites au XVIIe et au XVIIIe siècle, d'oú sa théorie de nouvelle chronologie.

### XXIesiècle
En 2013, l'élection du Pape François, jésuite, a donné un nouvel élan à ces théories.

## Dans la culture populaire
- Dans le roman d'Eugène Sue Le Juif errant (1844-1845), les jésuites sont dépeints comme une société secrète vouée à la domination mondiale par tous les moyens possibles.
- Le complot jésuite est aussi mentionné dans Rome d'Émile Zola (1895-1896).
- Le complot jésuite fait partie de la trame du roman d'Umberto Eco Le Cimetière de Prague (2010).
- Le complot jésuite est le thème de la chanson du groupe féminin Les Brigandes Le rat jèze (2015).